# فيلادلفيا جاك أوبراين
فيلادلفيا جاك أوبراين (بالإنجليزية: Philadelphia Jack O'Brien)‏ مواليد 17 يناير 1878 في فيلادلفيا - الوفاة في نوفمبر 1942، كان ملاكم محترف أمريكي صنّف ضمن فئة الوزن الثقيل بدأ مسيرته الاحترافية سنة 1890. دخل قاعة مشاهير الملاكمة الدولية.

## إحصائيات
خاض خلال مسيرته 194 نزالا، فاز في 145 وتعادل في 28 وخسر في 16. فاز بالضربة القاضية في 52 نزالا.

## روابط خارجية
- فيلادلفيا جاك أوبراين على موقع بوكس ريك (الإنجليزية) (registration required)